# José Manuel Vázquez
José Manuel Vázquez Palomo (Arévalo, Ávila, 14 de abril de 1975) es un ciclista español que fue profesional de 2000 a 2003. Fue el vencedor de la primera Copa de España de Ciclismo celebrada en 1999.
Tiene una hermana llamada Isabel;

## Palmarés
- No logró ninguna victoria como profesional

## Resultados en Grandes Vueltas
Durante su carrera deportiva consiguió los siguientes puestos en las Grandes Vueltas:
| Carrera | Carrera         | 2000  | 2001 | 2002 | 2003 |
| ------- | --------------- | ----- | ---- | ---- | ---- |
|         | Giro de Italia  | —     | —    | —    | —    |
|         | Tour de Francia | —     | —    | —    | —    |
|         | Vuelta a España | 115.º | 69.º | 99.º | —    |

—: no participa

Ab.: abandono